# Ludwikowszczyzna
Ludwikowszczyzna (biał. Людвікаўшчына; ros. Людвиковщина) − wieś na Białorusi, w obwodzie grodzieńskim, w rejonie oszmiańskim, w sielsowiecie Kolczuny.

## Historia
W czasach zaborów zaścianek i folwark w gminie Graużyszki, w powiecie oszmiańskim, w guberni wileńskiej Imperium Rosyjskiego. W 1866 wieś miała 57 dusz rewizyjnych. W 1905 roku zaścianek i wieś liczyły 59 mieszkańców. Folwark należał do Jankowskich.
W latach 1921–1945 wieś i folwark leżały w Polsce, w województwie wileńskim, w powiecie oszmiańskim, w gminie Graużyszki.
W 1931 we wsi 9 domach zamieszkiwało 50 osób, folwark – w 3 domach 18 oób.
Wierni należeli do parafii rzymskokatolickiej w Graużyszkach. Miejscowość podlegała pod Sąd Grodzki w Holszanach i Okręgowy w Wilnie; właściwy urząd pocztowy mieścił się w Graużyszkach.